# رود مینیو
 رود مینیو رودی است به اقیانوس اطلس می‌ریزد. این رود از کشورهای اسپانیا و پرتغال می‌گذرد.